# Saint-Hilaire-la-Croix
Pour les articles homonymes, voir Saint-Hilaire et Croix (homonymie).
Saint-Hilaire-la-Croix est une commune française située dans le département du Puy-de-Dôme, en région Auvergne-Rhône-Alpes.

## Géographie

### Localisation

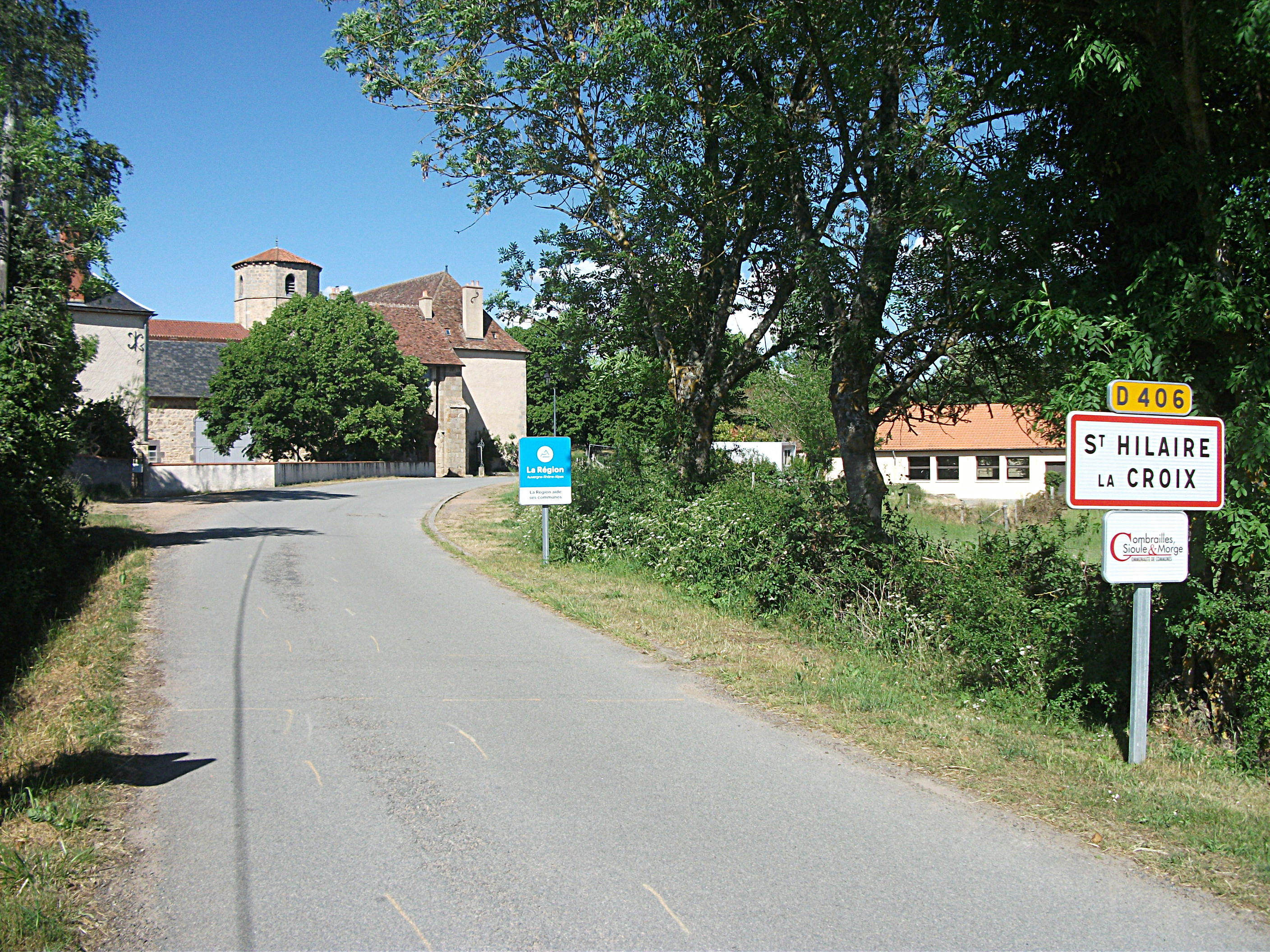
Entrée par la D 406.

Saint-Hilaire-la-Croix est situé à 41 km au nord de Clermont-Ferrand, sur la marge orientale du plateau des Combrailles. Elle est traversée par la route départementale 2144 (ancienne route nationale 144) qui relie Bourges à Clermont-Ferrand.
La commune s'étend sur 1 621 hectares et regroupe 372 habitants (au recensement de 2022) répartis sur seize villages, hameaux et lieux-dits : Le Bourg, Font Claire, Chamalet, Bournet, Les Bajaris, La Rochette, Les Roches, L'Arbre de La Ronce, Moulin Bourret, Moulin Josse, Moulin Morel, Cébazat, Fenérol, Les Béates, Valmort et La Gravière.
Sept communes sont limitrophes :
| Saint-Pardoux              | Marcillat              | Champs   |
| Blot-l'Église              | Saint-Hilaire-la-Croix |          |
| Charbonnières-les-Vieilles | Montcel                | Jozerand |

### Hydrographie
Saint-Hilaire-la-Croix est parcourue de nombreux ruisseaux, principalement d'orientation nord-ouest et sud-est, qui se jettent dans la rivière de la Morge, laquelle constitue la limite méridionale de la commune. Sur l'un des affluents de la Morge « la Sep », un barrage a été aménagé. La retenue d'eau couvre une superficie totale de 33 hectares (4 500 000 m3) et permet d'irriguer les terres de Limagne en aval. Aux abords du village de Chamalet, situé au nord de la commune, le ruisseau de la Cigogne est d'orientation sud-ouest et nord-est, et alimente la Sioule. La commune est également parsemée d'une quinzaine d'étangs.

### Climat
Pour des articles plus généraux, voir Climat d'Auvergne-Rhône-Alpes et Climat du Puy-de-Dôme.
En 2010, le climat de la commune est de type climat océanique dégradé des plaines du Centre et du Nord, selon une étude du Centre national de la recherche scientifique s'appuyant sur une série de données couvrant la période 1971-2000. En 2020, Météo-France publie une typologie des climats de la France métropolitaine dans laquelle la commune est exposée à un climat de montagne ou de marges de montagne et est dans une zone de transition entre les régions climatiques « Ouest et nord-ouest du Massif Central » et « Nord-est du Massif Central ». 
Pour la période 1971-2000, la température annuelle moyenne est de 9,6 °C, avec une amplitude thermique annuelle de 15,5 °C. Le cumul annuel moyen de précipitations est de 780 mm, avec 10,2 jours de précipitations en janvier et 7,5 jours en juillet. Pour la période 1991-2020, la température moyenne annuelle observée sur la station météorologique de Météo-France la plus proche, « Charmes_sapc », sur la commune de Charmes à 16 km à vol d'oiseau, est de 11,9 °C et le cumul annuel moyen de précipitations est de 675,4 mm,. Pour l'avenir, les paramètres climatiques de la commune estimés pour 2050 selon différents scénarios d'émission de gaz à effet de serre sont consultables sur un site dédié publié par Météo-France en novembre 2022.

## Urbanisme

### Typologie
Au 1er janvier 2024, Saint-Hilaire-la-Croix est catégorisée commune rurale à habitat très dispersé, selon la nouvelle grille communale de densité à sept niveaux définie par l'Insee en 2022.
Elle est située hors unité urbaine. Par ailleurs la commune fait partie de l'aire d'attraction de Clermont-Ferrand, dont elle est une commune de la couronne,. Cette aire, qui regroupe 209 communes, est catégorisée dans les aires de 200 000 à moins de 700 000 habitants,.

### Occupation des sols
L'occupation des sols de la commune, telle qu'elle ressort de la base de données européenne d’occupation biophysique des sols Corine Land Cover (CLC), est marquée par l'importance des territoires agricoles (65,1 % en 2018), en diminution par rapport à 1990 (67,7 %). La répartition détaillée en 2018 est la suivante : prairies (48,3 %), forêts (29,3 %), zones agricoles hétérogènes (11,8 %), terres arables (5 %), milieux à végétation arbustive et/ou herbacée (2,2 %), zones urbanisées (1,7 %), eaux continentales (1,7 %). L'évolution de l’occupation des sols de la commune et de ses infrastructures peut être observée sur les différentes représentations cartographiques du territoire : la carte de Cassini (XVIIIe siècle), la carte d'état-major (1820-1866) et les cartes ou photos aériennes de l'IGN pour la période actuelle (1950 à aujourd'hui).

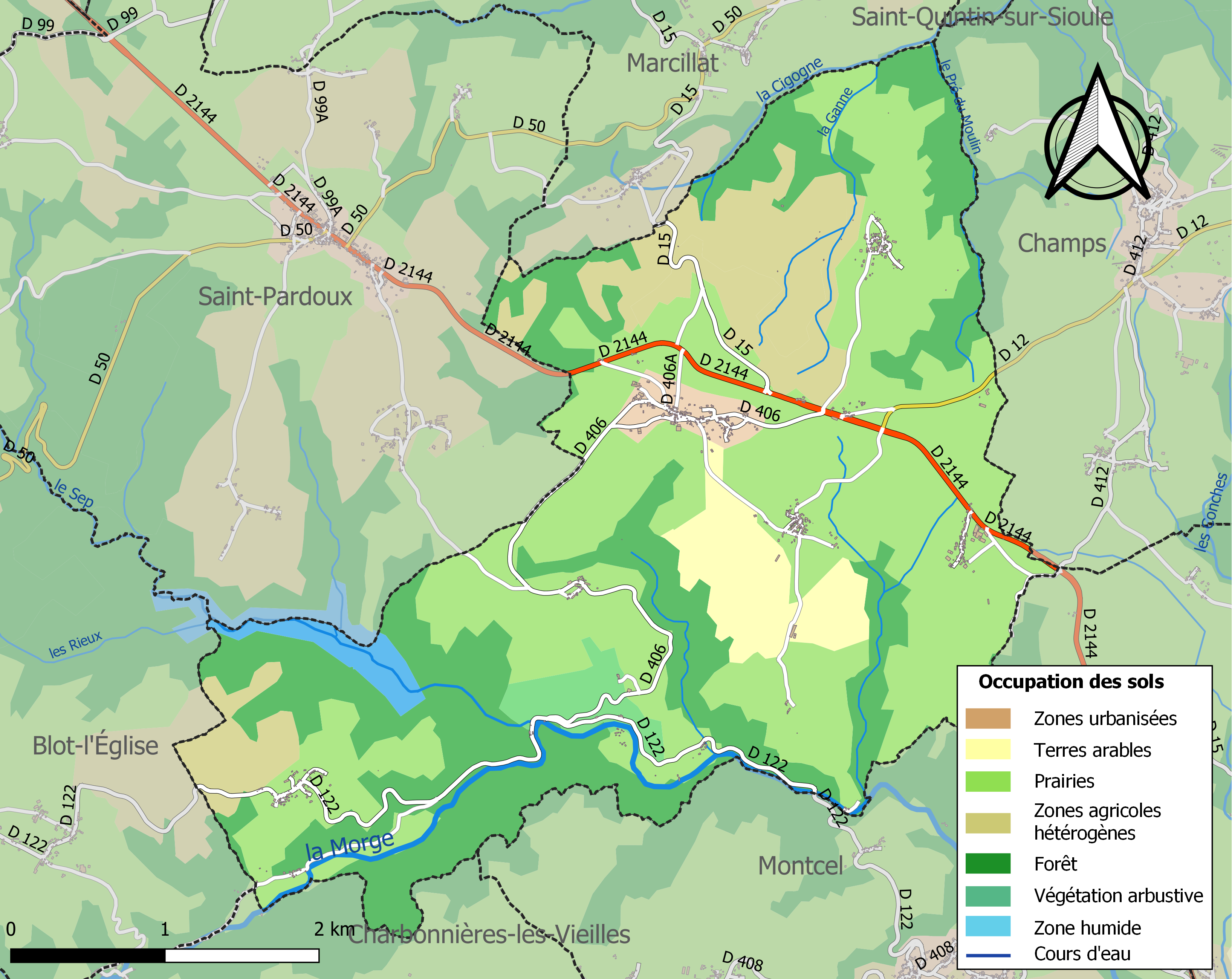
Carte des infrastructures et de l'occupation des sols de la commune en 2018 (CLC).

## Toponymie
Sent Aliri e Lac Roi en nord-occitan, la langue traditionnelle locale.

## Histoire
Sous l'Ancien Régime, l'actuelle commune de Saint-Hilaire-la-Croix, faisait partie de la Généralité de Moulins et de son élection de Gannat.

### Histoire des prieurés
L'histoire de Saint-Hilaire-la-Croix est étroitement liée à celle des deux prieurés qui ont coexisté jusqu'au XIVe siècle : celui de Lac-Rouge ou Lac-Roy qui, par déformation, donnera La Croix et celui de Saint-Hilaire dont il ne demeure que quelques pierres sur les bords de Morge.
- Les religieux, chanoines réguliers de Saint-Augustin (prieuré du Lac Rouge), sont dépendants du chapitre d'Artonne et de l'évêque d'Auvergne. Ils sont en rivalité avec le prieuré de Saint-Hilaire, situé à une lieue et demi plus au sud, dépendant du prieuré d'Artonne.
- En 1324, l'annexion de ce dernier se fera au profit du Lac-Roy et progressivement, prendra forme l'identité locale et religieuses de Saint-Hilaire-Lac-Roy.
- Le prieuré assure l'accueil et la sécurité des pèlerins. Il prospère au cours des XIIe et XIIIe siècles et bénéficie de nombreuses donations et de nombreux droits féodaux dont celui de haute, moyenne et basse justice.
- En 1337, il eut à se défendre militairement contre le seigneur de Tournoël-Châteauneuf.
- En 1600, il n'y a plus de religieux à Saint-Hilaire. Les prieurs sont devenus commendataires et ne résident plus sur place.
- En 1678, le prieuré devient la propriété des pères lazaristes de Paris qui nomment le curé de la paroisse. Les bénéfices sont affectés à l'entretien des Lazaristes assurant le service de l'Hôtel des Invalides de Paris.
- À la Révolution, les biens du prieuré sont vendus comme biens nationaux. Seuls l’église et le bâtiment principal restent biens communaux. Après la Révolution et la signature du Concordat, l'église devient paroissiale.

## Politique et administration

### Découpage territorial
La commune de Saint-Hilaire-la-Croix est membre de la communauté de communes Combrailles Sioule et Morge, un établissement public de coopération intercommunale (EPCI) à fiscalité propre créé le 1er janvier 2017 dont le siège est à Manzat. Ce dernier est par ailleurs membre d'autres groupements intercommunaux. Jusqu'en 2016, elle était membre de la communauté de communes des Côtes de Combrailles.
Sur le plan administratif, elle est rattachée à l'arrondissement de Riom, à la circonscription administrative de l'État du Puy-de-Dôme et à la région Auvergne-Rhône-Alpes. Jusqu'en mars 2015, elle faisait partie du canton de Combronde.
Sur le plan électoral, elle dépend du canton de Saint-Georges-de-Mons pour l'élection des conseillers départementaux, depuis le redécoupage cantonal de 2014 entré en vigueur en 2015, et de la deuxième circonscription du Puy-de-Dôme pour les élections législatives, depuis le dernier découpage électoral de 2010 (sixième circonscription avant 2010).

### Élections municipales et communautaires

#### Élections de 2020
Le conseil municipal de Saint-Hilaire-la-Croix, commune de moins de 1 000 habitants, est élu au scrutin majoritaire plurinominal à deux tours avec candidatures isolées ou groupées et possibilité de panachage. Compte tenu de la population communale, le nombre de sièges à pourvoir lors des élections municipales de 2020 est de 11. La totalité des onze candidats en lice est élue dès le premier tour, le 15 mars 2020, avec un taux de participation de 51,99 %.

#### Chronologie des maires
| Période                                  | Période                         | Identité            | Étiquette | Qualité                                               |
| ---------------------------------------- | ------------------------------- | ------------------- | --------- | ----------------------------------------------------- |
| Les données manquantes sont à compléter. |                                 |                     |           |                                                       |
| avant 1988                               | ?                               | Albert Desnier      |           |                                                       |
| mars 1995                                | mars 2008                       | Jean-Claude Habrial | DVG       |                                                       |
| mars 2008                                | mars 2014                       | Bernard Favodon     | FG        | Conseiller général du canton de Combronde (1998-2015) |
| mars 2014 (réélu en 2020)                | En cours (au 21 septembre 2021) | Sylvain Lelièvre    | DVG       | Chargé de projet                                      |

## Population et société

### Démographie
L'évolution du nombre d'habitants est connue à travers les recensements de la population effectués dans la commune depuis 1793. Pour les communes de moins de 10 000 habitants, une enquête de recensement portant sur toute la population est réalisée tous les cinq ans, les populations de référence des années intermédiaires étant quant à elles estimées par interpolation ou extrapolation. Pour la commune, le premier recensement exhaustif entrant dans le cadre du nouveau dispositif a été réalisé en 2006.

En 2022, la commune comptait 372 habitants, en évolution de +8,14 % par rapport à 2016 (Puy-de-Dôme : +2,1 %, France hors Mayotte : +2,11 %).
| 1793 | 1800 | 1806 | 1821 | 1831 | 1836 | 1841 | 1846 | 1851 |
| ---- | ---- | ---- | ---- | ---- | ---- | ---- | ---- | ---- |
| 587  | 718  | 735  | 955  | 808  | 858  | 858  | 898  | 879  |

| 1856 | 1861 | 1866 | 1872 | 1876 | 1881 | 1886 | 1891 | 1896 |
| ---- | ---- | ---- | ---- | ---- | ---- | ---- | ---- | ---- |
| 922  | 896  | 866  | 894  | 879  | 901  | 924  | 908  | 903  |

| 1901 | 1906 | 1911 | 1921 | 1926 | 1931 | 1936 | 1946 | 1954 |
| ---- | ---- | ---- | ---- | ---- | ---- | ---- | ---- | ---- |
| 840  | 816  | 781  | 639  | 577  | 542  | 487  | 417  | 337  |

| 1962 | 1968 | 1975 | 1982 | 1990 | 1999 | 2006 | 2011 | 2016 |
| ---- | ---- | ---- | ---- | ---- | ---- | ---- | ---- | ---- |
| 290  | 239  | 223  | 219  | 241  | 234  | 286  | 310  | 344  |

| 2021 | 2022 | - | - | - | - | - | - | - |
| ---- | ---- | - | - | - | - | - | - | - |
| 368  | 372  | - | - | - | - | - | - | - |

## Culture locale et patrimoine

### Lieux et monuments
- L’église de Saint-Hilaire, église romane du XIIe siècle : le portail nord avec ses deux piliers cannelés de style bourguignon, ses huit colonnes, son tympan polylobé et une archivolte extérieure sculptée de palmettes et de sept personnages dont Marie Madeleine, patronne du prieuré. La porte sud donne dans la cour du prieuré. Elle est surmontée d’un tympan plein cintre représentant le repas de Jésus chez Simon le Pharisien avec Marie Madeleine au pied de Jésus. À l’intérieur de l’église, se remarquent de beaux chapiteaux à la croisée du transept dont le plus célèbre la danseuse et le joueur de viole.

Une statue de sainte Marie-Madeleine se trouve dans une niche vitrée et éclairée sur le bas-côté droit. Elle date du début du XVIe siècle.
- Le prieuré du Lac-Rouge ou Lac-Roy, qui, par déformation, donnera La-Croix : l’acte de fondation du prieuré remonte à 1128. De l’édifice initial subsiste : le pignon ouest, les murs latéraux de la nef et certains murs du transept. Le chevet, les absidioles et l’intérieur de la nef ont été rebâtis à la fin du XIIe siècle. Le portail nord et la partie sud ont pris place dans les anciens murs latéraux également à la fin du XIIe siècle. L’ensemble des sculptures est de la même époque.
- La croix de Jacques datée de 1573, située au centre du bourg.
- La chapelle Sainte-Agathe située dans le hameau de Valmort date du XIIe-XIIIe siècle.